# Žandov u Chlumce
Žandov (deutsch Schanda, früher auch Schande) ist ein Ortsteil von Chlumec u Chabařovic in Tschechien.

## Lage
Žandov liegt acht Kilometer nordwestlich des Stadtzentrums von Ústí nad Labem am Oberlauf des Ždírnický potok (Sernitz) und gehört dem Okres Ústí nad Labem an. Nördlich von Žandov verläuft die Bahnstrecke Děčín–Chomutov, im Osten und Süden die Dálnice 8.
Der ausgedehnte ehemalige Steinbruch nordöstlich von Žandov ist stillgelegt, in seinem Zentrum liegt der See Gustáv, der heute zu Badezwecken dient. Dahinter liegt die schon zu Varvažov gehörende Alte Post (Stará pošta) mit den Arbesauer Denkmälern.

## Geschichte
Das Reihendorf am Fuße des Südhangs des Osterzgebirges wurde im 12. Jahrhundert angelegt. Erste schriftliche Nachweise stammen aus dem Jahre 1384 als der Ort zur Herrschaft Schreckenstein gehörte. Im Jahre 1487 ging Schanda an die Herrschaft Graupen über. 1580 kaufte der Bergbauunternehmer Otto Kölbel aus Geising den Ort und begründete im Sernitztal 1619 das Örtchen Sernitz (Ždírnice), wo er ein Silberbergwerk abteufen ließ. 1833 lebten in Sernitz in vier Häusern 15 Einwohner.
Während der Napoleonischen Kriege erlitt der Ort schwere Schäden. Am 29. August 1813 stießen französische auf russische Truppen. In heftigen Kämpfen wurde Schanda in der Schlacht bei Kulm bis auf ein Haus (spätere Nr. 13) niedergebrannt. Einen Tag später erfolgte auf der Asmannwiese im Sernitztal die Festnahme des französischen Generals Dominique Joseph Vandamme. Nach dem Wiederaufbau des Dorfes wurden im Jahre 1833 hier 37 Häuser mit 218 Bewohnern gezählt. Im Jahre 1894 brannten erneut Teile des Dorfes ab. Verwaltungstechnisch bildete Schanda ab der Mitte des 19. Jahrhunderts eine Gemeinde im Gerichtsbezirk Karbitz bzw. im Bezirk Außig.
Kirchlich wurde der Ort direkt von Aussig aus verwaltet, wie aus den im Staatlichen Gebietssarchiv Leitmeritz überlieferten Matriken hervorgeht.
Nach Ende des Zweiten Weltkrieges wurde ein Großteil der deutschen Bewohner vertrieben. Im Jahre 1980 erfolgte die Eingemeindung nach Chlumec.

## Entwicklung der Einwohnerzahl
| Jahr | Einwohnerzahl |
| ---- | ------------- |
| 1869 | 236           |
| 1880 | 218           |
| 1890 | 266           |
| 1900 | 296           |
| 1910 | 280           |

| Jahr | Einwohnerzahl |
| ---- | ------------- |
| 1921 | 275           |
| 1930 | 307           |
| 1950 | 206           |
| 1961 | 190           |
| 1970 | 209           |

| Jahr | Einwohnerzahl |
| ---- | ------------- |
| 1980 | 196           |
| 1991 | 214           |
| 2001 | 234           |
| 2011 | 269           |

## Sehenswürdigkeiten
Nördlich des Ortes beginnt das tief eingeschnittene Sernitztal (Ždírnické údolí). Oberhalb der Eisenbahnstrecke befindet sich das Franzosendenkmal zu Erinnerung an die Gefangennahme des Generals Vandamme. Der Obelisk wurde 1913 errichtet.